# Premis Cóndor de Plata 2021
L'Asociación de Cronistas Cinematográficos de la Argentina va anunciar el 18 d'agost de 2021 les nominacions per a la 69a edició dels Premis Còndor de Plata 2021, que reconeixerà a les millors pel·lícules i sèries argentines estrenades durant 2020. A raó de l'epidèmia de coronavirus la cerimònia de premis pretén celebrar-se en l'últim trimestre de l'any sota estrictes protocols de sanitat.
Les produccions audiovisuals que més nominacions van obtenir en les diferents categories van ser Crímenes de familia de Sebastián Schindel i La muerte no existe y el amor tampoco de Fernando Salem amb 11 candidatures cadascun respectivament.

## Guanyadors i nominats
Indica el guanyador dins de cada categoria, mostrat al principi i ressaltat en negretes.

### Cinema
| Millor pel·lícula | Millor director |
| --- | --- |
| - Las siamesas – Paula Hernández - Crímenes de familia – Sebastián Schindel - La chancha – Franco Verdoia - Las mil y una – Clarisa Navas - Planta permanente – Ezequiel Radusky | - Paula Hernández – Las siamesas - Eduardo Crespo – Nosotros nunca moriremos - Clarisa Navas – Las mil y una - Sebastián Schindel – Crímenes de familia - Andrea Testa – Niña mamá |
| Millor pel·lícula documental | Millor opera prima |
| - Niña mamá – Andrea Testa - Bernarda es la patria – Diego Schipani - Ficción privada – Andrés Di Tella - Lluvia de jaulas – César González - Vicenta – Darío Doria | - La chancha – Franco Verdoia - Canela – Cecilia del Valle - El maestro – Cristina Tamagnini i Julián Dabien - Mamá mamá mamá – Sol Berruezo Pichon-Riviére - ''Planta permanente – Ezequiel Radusky |
| Millor pel·lícula en coproducció amb Argentina | Cóndor de Plata a la Millor pel·lícula Iberoamericana |
| - Lina de Lima – María Paz González () - Araña – Andrés Wood () - Ceniza negra – Sofía Quirós Úbeda () - ''Nasha Natasha – Martín Sastre () - Tengo miedo torero – Rodrigo Sepúlveda () - Vendrá la muerte y tendrá tus ojos – José Luis Torres Leiva ()                                      | - Bacurau – Kleber Mendonça Filho i Juliano Dornelles () - El premio – Paula Markovitch () - Espero tu (re)vuelta – Eliza Capai () - Nadie sabe que estoy aquí – Gaspar Antillo () - Ya no estoy aquí – Fernando Frías de la Parra () |
| Millor Curtmetratge de Ficció | Millor Curtmetratge Documental |
| - Las sombras – Paulo Pécora - La zona caliente – Esteban Lamothe - Las credenciales – Manuel Ferrari - Luz distante, Parte 1, Les desventurades – Santiago Reale - Pinball – Nicanor Loreti                                                                                                  | - Homenaje a la obra de Philip Henry Gosse – Pablo Martín Weber - Aborto legal ya – Eleonora Ghioldi - La vendedora de lirios – Igor Galuk - Mi otro hijo – Gustavo Alonso - Nos devoraba el fuego – Lucía Granda |
| Millor actriu | Millor actor |
| - Valeria Lois – Las siamesas como Estela - Rosario Bléfari – Planta permanente com Marcela - Rita Cortese – Las siamesas com Clota - Romina Escobar – Nosotros nunca moriremos com Mamá - Liliana Juárez – Planta permanente com Lila - Cecilia Roth – Crímenes de familia com Alicia Campos | - Esteban Meloni – La chancha com Pablo - Diego Velázquez – El maestro com Natalio - Rodrigo de la Serna – Al acecho com Pablo Silva - Diego Peretti – El robo del siglo com Fernando Araujo - Carlos Portaluppi – La dosis com Marcos |
| Millor actriu de repartiment | Millor actor de repartiment |
| - Susana Pampín – La muerte no existe y el amor tampoco com Úrsula - Yanina Ávila – Crímenes de familia com Gladys Pereyra - Gladys Florimonte – La chancha com Alicia - Sofía Gala – Crímenes de familia com Marcela Sosa - Lorena Vega – La dosis com Noelia                                | - Gabriel Goity – La chancha com Miguel - Benjamín Amadeo – Crímenes de familia com Daniel Arrieta - Juan Barberini – El cazador com "Chino" - Diego Cremonesi – Crímenes de familia com Esteban Palleros - Osmar Núñez – La muerte no existe y el amor tampoco com Jorge |
| Millor Revelació femenina | Millor Revelació masculina |
| - Antonella Saldicco – La muerte no existe y el amor tampoco com Emilia - Sofía Cabrera – Las mil y una com Iris - Ana Carolina García – Las mil y una com Renata - Carla Gusolfino – Las motitos com Juliana - Morena Yfrán – Bajo mi piel morena com Morena                                 | - Juan Pablo Cestaro – El cazador com Ezequiel - Renato Quattordio – Yo, adolescente com Nicolás "Zabo" Zamorano - Rodrigo Santana – Nosotros nunca moriremos com Rodrigo - Julián Sorín – El cuaderno de Tomy com Tomás "Tomy" Corona - Agustín Sullivan – La muerte no existe y el amor tampoco com Julián |
| Millor guió original | Millor guió adaptat |
| - Eduardo Crespo, Lionel Braverman i Santiago Loza – Nosotros nunca moriremos - Francisco Kosterlitz – El silencio del cazador - Clarisa Navas – Las mil y una - Ezequiel Radusky i Diego Lerman – Planta permanente - Franco Verdoia – La chancha                                            | - Paula Hernández i Leonel D'Agostino per Las siamesas, basada en el conte homònim de Guillermo Saccomanno - Fernando Salem i Esteban Garelli per La muerte no existe y el amor tampoco, basada en la novel·la "Agosto" de Romina Paula - María Gabriela Vidal per Las motitos, inspirat en la seva novel·la "Los chicos de las motitos" |
| Millor Fotografia | Millor Muntatge |
| - Georgina Pretto – La muerte no existe y el amor tampoco - Julián Apezteguia – Crímenes de familia - Mariano De Rosa – El cazador - Armin Marchesini Weihmuller – Las mil y una - Félix Monti – El robo del siglo - Nicolás Trovato – El silencio del cazador                                | - Pablo Barbieri – El robo del siglo - Lucio Castro – Fin de siglo - Emiliano Fardaus – La muerte no existe y el amor tampoco - Paula Rupolo – El silencio del cazador - Sebastián Schjaer – Crímenes de familia |
| Millor direcció artística | Millor vestuari |
| - Daniel Gimelberg – El robo del siglo - Mariana Ardanaz – Vicenta - Lucas Koziarski – Las mil y una - Matías Martínez – La muerte no existe y el amor tampoco - Marina Raggio – Los que vuelven - Alicia Vázquez – Algo con una mujer                                                        | - Mariana Seropian – Algo con una mujer - Gustavo Alderete – Los que vuelven - Julio Suárez – El robo del siglo |
| Millor música original | Millor cançó original |
| - Santiago Motorizado – La muerte no existe y el amor tampoco - Pedro Aznar – Tengo miedo torero - Ulises Conti – Las siamesas - Sebastián Escofet – Crímenes de familia - Diego Vainer – Nosotros nunca moriremos                                                                            | - Ojos de río de Nasha Natasha – Lletra, música i intèrpret: Ricardo Mollo - Si no hablamos de Tengo miedo torero – Lletra, música i intèrpret: Pedro Aznar i Manuel García - Cuchillito de La chancha – Lletra i música: Carlos Casella i Martín Bosa; intèrpret: Carlos Casella - Nuestro gran amor de Las mil y una – Lletra i música: Claudio Juárez, Darío Flocari i Ulises Castañeda; intèrpret: Banda Juárez - En que nos parecemos de La muerte no existe y el amor tampoco – Lletra, música i intèrpret: Santiago Motorizado |
| Millor maquillatge i caracterització | Millor so |
| - Mariela García i Lucas Perrone – Algo con una mujer - Néstor Burgos – Las siamesas - Emmanuel Miño, Susana Rabello i Jorge Rodríguez – El robo del siglo | - José Luis Díaz – El robo del siglo - Juan Ignacio Bernardis – La muerte no existe y el amor tampoco - Federico Esquerro – El silencio del cazador - Ignacio Goyen i Federico Esquerro – Crímenes de familia - Catriel Vildosola – Las siamesas |

### Sèries
| Millor Serie y/o Documental | Millor Direcció en Sèrie |
| --- | --- |
| - Carmel ¿quién mató a María Marta? (Netflix) - Casi feliz (Netflix) - El presidente (Amazon Prime Video) - Historias migrantes (UN3) - Manual de supervivencia (Movistar+) - Rompan todo, la historia del rock en América Latina (Netflix)                 | - Victoria Galardi – Manual de supervivencia - Armando Bó Jr – El presidente - Israel Adrián Caetano – Puerta 7 - Hernán Guerschuny – Casi feliz - Alejandro Hartmann – Carmel ¿quién mató a María Marta?                                                                |
| Millor Actriu en Sèrie | Millor Actor en Sèrie |
| - Pilar Gamboa – Manual de supervivencia como Pilar - Verónica Llinás – Manual de supervivencia com Verónica - Dolores Fonzi – Manual de supervivencia com Eli - Sofía Gala – Cartas a mi ex com Rita - Cecilia Roth – Los internacionales com Marta Costas | - Esteban Bigliardi – Manual de supervivencia com Esteban - Alejandro Awada – Post mortem com David Castro - Carlos Belloso – Puerta 7 com Héctor "Lomito" Baldini - Diego Velázquez – Post mortem com Gregorio Trieste - Sebastián Wainraich – Casi feliz com Sebastián |